# あいどりゅ☆
『あいどりゅ☆』は、2015年10月7日（6日深夜）から2016年3月30日（29日深夜）まで、放送されていた音楽バラエティ番組。

## 概要
iDOL Streetのメンバーが懐かしのアイドルソングをカバーする番組。アイドルとして成長するためアイドル道を学ぶ。毎週異なるテーマに沿って選ばれた1970年代・1980年代・1990年代のアイドルソング3曲を、SUPER☆GiRLS、Cheeky Parade、GEM、わーすたの4組から数名が選抜されて組まれた3チームに分かれてスタジオで披露する。3曲披露後、御意見番のクリス松村の判定で「今週のあいどりゅ☆」（＝3チームの中で最も良かったチーム）を決定する。音源はカラオケJOYSOUNDのX-lebenを使用。
番組放送終了後、エンタメ総合配信サイト「music.jp」で一週間の期間限定で無料配信される。また、リハーサルやオフショット映像などの特典映像が有料配信される。

## 出演者
- MC:森口博子
- 御意見番:クリス松村
- アシスタント:前島亜美 （SUPER☆GiRLS）
- iDOL Street
  - SUPER☆GiRLS（志村理佳・渡邉ひかる・宮﨑理奈・勝田梨乃[注 2]・荒井玲良[注 2]・田中美麗・溝手るか・前島亜美・渡邉幸愛・浅川梨奈・内村莉彩）
  - Cheeky Parade（渡辺亜紗美・関根優那・島﨑莉乃・鈴木友梨耶・溝呂木世蘭・山本真凜[注 3]・永井日菜・小鷹狩百花・鈴木真梨耶[注 3]）
  - GEM（金澤有希・伊藤千咲美・森岡悠・南口奈々・熊代珠琳・小栗かこ・村上来渚・武田舞彩[注 3]・伊山摩穂・平野沙羅）
  - わーすた（坂元葉月・廣川奈々聖・松田美里・小玉梨々華・三品瑠香）

## 放送リスト
太字は「今週のあいどりゅ☆」を表示。
| 回 | 放送日   | テーマ                            | 曲                                                   | 歌唱者                                                                                          |
| -- | -------- | --------------------------------- | ---------------------------------------------------- | ----------------------------------------------------------------------------------------------- |
| 1  | 10月7日  | 王道アイドルソング                | 70年代「プレイバックPart2」                          | 渡邉幸（SUPER☆GiRLS）、鈴木友（Cheeky Parade）                                                  |
| 1  | 10月7日  | 王道アイドルソング                | 80年代「赤いスイートピー」                           | 溝手（SUPER☆GiRLS）、南口（GEM）                                                                |
| 1  | 10月7日  | 王道アイドルソング                | 90年代「LOVEマシーン」                               | 志村・渡邉ひ・浅川（SUPER☆GiRLS）、小鷹狩（Cheeky Parade）、金澤（GEM）、坂元・廣川（わーすた） |
| 1  | 10月7日  | 王道アイドルソング                | 「イッチャって♪ ヤッチャって♪」                      | SUPER☆GiRLS                                                                                     |
| 2  | 10月14日 | アイドルグループソング            | 70年代「ハートのエースが出てこない」                 | 荒井（SUPER☆GiRLS）、関根（Cheeky Parade）、小栗（GEM）                                         |
| 2  | 10月14日 | アイドルグループソング            | 80年代「淋しい熱帯魚」                               | 溝呂木（Cheeky Parade）、三品（わーすた）                                                       |
| 2  | 10月14日 | アイドルグループソング            | 90年代「White Love」                                 | 宮﨑（SUPER☆GiRLS）、山本（Cheeky Parade）、伊山（GEM）、小玉（わーすた）                       |
| 2  | 10月14日 | アイドルグループソング            | 「イッチャって♪ ヤッチャって♪」                      | SUPER☆GiRLS                                                                                     |
| 3  | 10月21日 | ソロアイドルソング                | 70年代「わたしの彼は左きき」                         | 前島亜美（SUPER☆GiRLS）                                                                         |
| 3  | 10月21日 | ソロアイドルソング                | 80年代「DESIRE -情熱-」                              | 田中（SUPER☆GiRLS）、鈴木真（Cheeky Parade）、熊代（GEM）                                       |
| 3  | 10月21日 | ソロアイドルソング                | 90年代「MajiでKoiする5秒前」                         | 武田（GEM）、廣川（わーすた）                                                                   |
| 3  | 10月21日 | ソロアイドルソング                | 「イッチャって♪ ヤッチャって♪」                      | SUPER☆GiRLS                                                                                     |
| 4  | 10月28日 | 男性アイドルソング                | 70年代「勝手にしやがれ」                             | 溝手（SUPER☆GiRLS）、村上（GEM）                                                                |
| 4  | 10月28日 | 男性アイドルソング                | 80年代「ハッとして!Good」                            | 勝田（SUPER☆GiRLS）、島﨑（Cheeky Parade）、松田（わーすた）                                    |
| 4  | 10月28日 | 男性アイドルソング                | 80年代「涙のリクエスト」                             | 内村（SUPER☆GiRLS）、渡辺・永井（Cheeky Parade）、森岡・平野（GEM）                             |
| 5  | 11月4日  | 秋の夜長に聴きたいバラード        | 70年代「秋桜」                                       | 永井（Cheeky Parade）、南口（GEM）                                                              |
| 5  | 11月4日  | 秋の夜長に聴きたいバラード        | 80年代「抱いてくれたらいいのに」                     | 志村（SUPER☆GiRLS）、鈴木友（Cheeky Parade）、三品（わーすた）                                  |
| 5  | 11月4日  | 秋の夜長に聴きたいバラード        | 90年代「渡良瀬橋」                                   | 溝手（SUPER☆GiRLS）、熊代（GEM）                                                                |
| 6  | 11月11日 | ミリオンヒットソング              | 70年代「UFO」                                        | 田中・浅川（SUPER☆GiRLS）、溝呂木・永井（Cheeky Parade）、廣川（わーすた）                      |
| 6  | 11月11日 | ミリオンヒットソング              | 80年代「待つわ」                                     | 渡邉ひ・渡邉幸（SUPER☆GiRLS）、金澤（GEM）                                                      |
| 6  | 11月11日 | ミリオンヒットソング              | 90年代「恋しさと せつなさと 心強さと」               | 山本（Cheeky Parade）、伊山（GEM）                                                              |
| 7  | 11月18日 | 学園ソング                        | 70年代「学園天国」                                   | 荒井（SUPER☆GiRLS）、渡辺・島﨑・鈴木真・小鷹狩（Cheeky Parade）、伊藤（GEM）                   |
| 7  | 11月18日 | 学園ソング                        | 80年代「ハイスクールララバイ」                       | 宮﨑（SUPER☆GiRLS）、武田（GEM）、小玉（わーすた）                                              |
| 7  | 11月18日 | 学園ソング                        | 80年代「制服」                                       | 内村（SUPER☆GiRLS）、小栗・平野（GEM）、廣川・松田（わーすた）                                  |
| 7  | 11月18日 | 学園ソング                        | 「星より先に見つけてあげる」                         | 森口博子                                                                                        |
| 8  | 11月25日 | 元気が出る（アゲアゲ）ソング      | 70年代「ダンシング・ヒーロー (Eat You Up)」          | 浅川（SUPER☆GiRLS）、村上（GEM）                                                                |
| 8  | 11月25日 | 元気が出る（アゲアゲ）ソング      | 80年代「なんてったってアイドル」                     | 前島・渡邉幸（SUPER☆GiRLS）                                                                     |
| 8  | 11月25日 | 元気が出る（アゲアゲ）ソング      | 90年代「BE TOGETHER」                                | 勝田（SUPER☆GiRLS）、関根（Cheeky Parade）、森岡・武田（GEM）、坂元（わーすた）                 |
| 9  | 12月2日  | デビュー曲                        | 70年代「ペッパー警部」                               | 鈴木友・永井（Cheeky Parade）                                                                   |
| 9  | 12月2日  | デビュー曲                        | 80年代「うしろゆびさされ組」                         | 前島（SUPER☆GiRLS）、関根（Cheeky Parade）、松田（わーすた）                                    |
| 9  | 12月2日  | デビュー曲                        | 90年代「モーニングコーヒー」                         | 志村・渡邉ひ（SUPER☆GiRLS）、渡辺（Cheeky Parade）、金澤・伊藤（GEM）、廣川（わーすた）         |
| 10 | 12月9日  | クリスマスソング 男性アーティスト | 80年代「クリスマス・イブ」                           | 田中（SUPER☆GiRLS）、村上（GEM）、小玉（わーすた）                                              |
| 10 | 12月9日  | クリスマスソング 男性アーティスト | 90年代「いつかのメリークリスマス」                   | 溝手（SUPER☆GiRLS）、鈴木真（Cheeky Parede）                                                    |
| 10 | 12月9日  | クリスマスソング 男性アーティスト | 90年代「クリスマスキャロルの頃には」                 | 渡邉幸（SUPER☆GiRLS）、溝呂木（Cheeky Parade）、武田（GEM）                                     |
| 11 | 12月16日 | クリスマスソング 女性アーティスト | 80年代「Pearl-White Eve」                            | 宮﨑（SUPER☆GiRLS）、島﨑（Cheeky Parade）、南口（GEM）                                         |
| 11 | 12月16日 | クリスマスソング 女性アーティスト | 90年代「雪のクリスマス」                             | 溝手（SUPER☆GiRLS）、山本（Cheeky Parade）                                                      |
| 11 | 12月16日 | クリスマスソング 女性アーティスト | 90年代「ジン ジン ジングルベル〜スパガバージョン〜」 | 荒井・前島・渡邉幸（SUPER☆GiRLS）、森岡・小栗・伊山（GEM）                                      |
| 12 | 12月23日 | ガールズバンド                    | 80年代「あいにきて I・NEED・YOU!」                   | 勝田（SUPER☆GiRLS）、小鷹狩（Cheeky Parade）、村上（GEM）、坂元（わーすた）                     |
| 12 | 12月23日 | ガールズバンド                    | 80年代「M」                                          | 浅川（SUPER☆GiRLS）、熊代（GEM）、廣川（わーすた）                                              |
| 12 | 12月23日 | ガールズバンド                    | 2000年代「secret base〜君がくれたもの〜」            | 内村（SUPER☆GiRLS）、山本（Cheeky Parade）、平野（GEM）、三品（わーすた）                       |

| 回 | 放送日  | テーマ                                    | 曲                                             | 歌唱者                                                                             |
| -- | ------- | ----------------------------------------- | ---------------------------------------------- | ---------------------------------------------------------------------------------- |
| 13 | 1月6日  | 20歳リリース曲                            | 90年代「夢見る少女じゃいられない」             | 荒井（SUPER☆GiRLS）、関根（Cheeky Parade）、熊代（GEM）、廣川（わーすた）          |
| 13 | 1月6日  | 20歳リリース曲                            | 90年代「長い間」                               | 伊藤・武田（GEM）                                                                  |
| 13 | 1月6日  | 20歳リリース曲                            | 90年代「ここでキスして。」                     | 鈴木友（Cheeky Parade）、伊山（GEM）                                               |
| 14 | 1月13日 | 応援ソング                                | 80年代「Runner」                               | 志村・浅川（SUPER☆GiRLS）、渡辺・永井・鈴木真（Cheeky Parade）、金澤（GEM）        |
| 14 | 1月13日 | 応援ソング                                | 90年代「どんなときも。」                       | 山本（Cheeky Parade）、平野（GEM）、小玉（わーすた）                               |
| 14 | 1月13日 | 応援ソング                                | 90年代「TOMORROW」                             | 渡邉幸・内村（SUPER☆GiRLS）、森岡・小栗（GEM）                                     |
| 15 | 1月20日 | 冬ソング                                  | 90年代「ゲレンデがとけるほど恋したい」         | 鈴木友・溝呂木（Cheeky Parade）、武田（GEM）                                       |
| 15 | 1月20日 | 冬ソング                                  | 90年代「Winter,again」                         | 田中（SUPER☆GiRLS）、鈴木真（Cheeky Parade）、村上（GEM）、坂元・三品（わーすた）  |
| 15 | 1月20日 | 冬ソング                                  | 2000年代「雪の華」                             | 溝手・渡邉幸（SUPER☆GiRLS）                                                        |
| 16 | 1月27日 | アニメソング                              | 80年代「タッチ」                               | 渡邉ひ（SUPER☆GiRLS）、島﨑（Cheeky Parade）、南口（GEM）、廣川（わーすた）        |
| 16 | 1月27日 | アニメソング                              | 90年代「ETERNAL WIND〜ほほえみは光る風の中〜」 | 勝田・前島（SUPER☆GiRLS）、永井・小鷹狩（Cheeky Parade）、松田・三品（わーすた）   |
| 16 | 1月27日 | アニメソング                              | 90年代「残酷な天使のテーゼ」                   | 山本（Cheeky Parade）、村上（GEM）                                                 |
| 17 | 2月3日  | バレンタインソング                        | 80年代「バレンタイン・キッス」                 | 小栗・武田（GEM）、廣川・松田（わーすた）                                          |
| 17 | 2月3日  | バレンタインソング                        | 90年代「純愛ラプソディ」                       | 溝手（SUPER☆GiRLS）、鈴木友（Cheeky Parade）                                       |
| 17 | 2月3日  | バレンタインソング                        | 2000年代「♡桃色片想い♡」                       | 勝田・前島・浅川（SUPER☆GiRLS）、金澤（GEM）、坂元（わーすた）                     |
| 18 | 2月10日 | ナツメロリクエスト 70年代                 | 70年代「渚のシンドバッド」                     | 荒井（SUPER☆GiRLS）、村上・伊山・平野（GEM）、三品（わーすた）                     |
| 18 | 2月10日 | ナツメロリクエスト 70年代                 | 70年代「ロマンス」                             | 宮﨑・内村（SUPER☆GiRLS）、森岡（GEM）                                             |
| 18 | 2月10日 | ナツメロリクエスト 70年代                 | 70年代「17才」                                 | 渡邉幸（SUPER☆GiRLS）、武田（GEM）、坂元（わーすた）                               |
| 19 | 2月17日 | ナツメロリクエスト 80年代                 | 80年代「吐息でネット」                         | 関根・島﨑（Cheeky Parade）、伊藤（GEM）、廣川（わーすた）                         |
| 19 | 2月17日 | ナツメロリクエスト 80年代                 | 80年代「セーラー服と機関銃」                   | 田中（SUPER☆GiRLS）、鈴木友（Cheeky Parade）、南口（GEM）                          |
| 19 | 2月17日 | ナツメロリクエスト 80年代                 | 80年代「CHA-CHA-CHA」                          | 志村・渡邉ひ（SUPER☆GiRLS）、渡辺・永井・小鷹狩（Cheeky Parade）、小玉（わーすた） |
| 20 | 2月24日 | ナツメロリクエスト 90年代                 | 90年代「Hello, Again 〜昔からある場所〜」      | 渡邉幸・内村（SUPER☆GiRLS）、永井（Cheeky Parade）、村上（GEM）                    |
| 20 | 2月24日 | ナツメロリクエスト 90年代                 | 90年代「CAN YOU CELEBRATE?」                   | 山本（Cheeky Parade）、三品（わーすた）                                            |
| 20 | 2月24日 | ナツメロリクエスト 90年代                 | 90年代「ら・ら・ら」                           | 溝呂木・鈴木真（Cheeky Parade）、森岡・熊代（GEM）                                 |
| 21 | 3月2日  | みんなで踊れるダンスソング                | 70年代「狙いうち」                             | 田中・前島（SUPER☆GiRLS）、渡辺・鈴木友（Cheeky Parade）、小栗（GEM）              |
| 21 | 3月2日  | みんなで踊れるダンスソング                | 90年代「TORA TORA TORA」                       | 渡邉ひ（SUPER☆GIRLS）、山本（Cheeky Parade）、平野（GEM）、三品（わーすた）        |
| 21 | 3月2日  | みんなで踊れるダンスソング                | 2000年代「One Night Carnival」                 | 志村・浅川（SUPER☆GiRLS）、小鷹狩・鈴木真（Cheeky Parade）、伊山（GEM）            |
| 22 | 3月9日  | 友情ソング                                | 80年代「元気を出して」                         | 鈴木友（Cheeky Parade）、金澤・伊藤（GEM）、廣川・松田（わーすた）                 |
| 22 | 3月9日  | 友情ソング                                | 80年代「フレンズ」                             | 宮﨑・内村（SUPER☆GiRLS）、溝呂木（Cheeky Parade）、坂元（わーすた）               |
| 22 | 3月9日  | 友情ソング                                | 2000年代「Best Friend」                        | 森岡・南口・熊代・武田（GEM）                                                      |
| 23 | 3月16日 | 春ソング                                  | 70年代「春一番」                               | 渡邉幸（SUPER☆GiRLS）、関根（Cheeky Parade）、廣川（わーすた）                     |
| 23 | 3月16日 | 春ソング                                  | 90年代「明日、春が来たら」                     | 溝手（SUPER☆GiRLS）、島﨑（Cheeky Parade）、伊藤（GEM）、小玉（わーすた）          |
| 23 | 3月16日 | 春ソング                                  | 2000年代「桜坂」                               | 鈴木友（Cheeky Parade）、熊代（GEM）                                               |
| 24 | 3月23日 | 卒業ソング                                | 70年代「贈る言葉」                             | 宮﨑・田中・溝手・前島・浅川・内村（SUPER☆GiRLS）                                  |
| 24 | 3月23日 | 卒業ソング                                | 80年代「思い出がいっぱい」                     | 勝田・荒井（SUPER☆GiRLS）、山本・鈴木真（Cheeky Parade）、武田（GEM）              |
| 24 | 3月23日 | 卒業ソング                                | 90年代「my graduation」                        | 渡邉幸（SUPER☆GiRLS）、永井（Cheeky Parade）、伊山（GEM）、三品（わーすた）        |
| 25 | 3月30日 | 歴代の今週のあいどりゅ☆メドレー（総集編） | 歴代の今週のあいどりゅ☆メドレー（総集編）      | 歴代の今週のあいどりゅ☆メドレー（総集編）                                          |

## テーマソング

### オープニングテーマ
- 「Baby, Love me!」GEM（第1回 - 第18回）
- 「SKY GATE」Cheeky Parade（第19回・第20回）
- 「華麗なるV!CTORY」SUPER☆GiRLS（第21回 - 最終回）

### エンディングテーマ
- 「Let's Get It On」SUPER JUNIOR-D&E（第1回 - 第4回）
- 「溢れるもの」Goodbye holiday（第5回 - 第8回）
- 「fire!」lol（第9回 - 第12回）
- 「RHYTHM TA -JP Ver.-」iKON（第13回 - 第16回）
- 「MOJO swing」高木里代子（第17回 - 第20回）
- 「骨」安藤裕子（第21回 - 最終回）

## スタッフ
- ナレーション：AIJ
- 制作：ドリマックス・テレビジョン[注 4]
- 製作・著作：株式会社ユナイテッドスクエア、株式会社エムティーアイ

## ネット局
放送時間の速い順から記載。
| 放送対象地域   | 放送局             | 系列                          | 放送時間                     | 放送期間                      | 備考           |
| -------------- | ------------------ | ----------------------------- | ---------------------------- | ----------------------------- | -------------- |
| 鳥取県・島根県 | 日本海テレビ       | 日本テレビ系列                | 水曜 1:35 - 2:05（火曜深夜） | 2015年10月7日 - 2016年3月30日 | 基準局         |
| 秋田県         | 秋田放送           | 日本テレビ系列                | 水曜 1:24 - 1:54（火曜深夜） | 2015年10月7日 - 2016年3月30日 | 先行ネット     |
| 富山県         | 北日本放送         | 日本テレビ系列                | 水曜 1:29 - 1:59（火曜深夜） | 2015年10月7日 - 2016年3月30日 | 先行ネット     |
| 長野県         | テレビ信州         | 日本テレビ系列                | 水曜 1:29 - 1:59（火曜深夜） | 2015年10月7日 - 2016年3月30日 | 先行ネット     |
| 大分県         | 大分朝日放送       | テレビ朝日系列                | 水曜 1:45 - 2:15（火曜深夜） | 2015年10月7日 - 2016年3月30日 | 同日時差ネット |
| 宮城県         | ミヤギテレビ       | 日本テレビ系列                | 水曜 1:59 - 2:29（火曜深夜） | 2015年10月7日 - 2016年3月30日 | 同日時差ネット |
| 静岡県         | 静岡第一テレビ     | 日本テレビ系列                | 水曜 2:04 - 2:34（火曜深夜） | 2015年10月7日 - 2016年3月30日 | 同日時差ネット |
| 大阪府         | テレビ大阪         | テレビ東京系列                | 水曜 2:40 - 3:10（火曜深夜） | 2015年10月7日 - 2016年3月30日 | 同日時差ネット |
| 中京広域圏     | メ〜テレ           | テレビ朝日系列                | 水曜 2:59 - 3:29（火曜深夜） | 2015年10月7日 - 2016年3月30日 | 同日時差ネット |
| 青森県         | 青森放送           | 日本テレビ系列                | 木曜 1:24 - 1:54（水曜深夜） | 2015年10月8日 - 2016年3月31日 | 遅れネット     |
| 岩手県         | テレビ岩手         | 日本テレビ系列                | 木曜 1:24 - 1:54（水曜深夜） | 2015年10月8日 - 2016年3月31日 | 遅れネット     |
| 福井県         | 福井放送           | 日本テレビ系列 テレビ朝日系列 | 金曜 0:59 - 1:30（木曜深夜） | 2015年10月9日 - 2016年4月1日  | 遅れネット     |
| 高知県         | 高知放送           | 日本テレビ系列                | 金曜 1:54 - 2:24（木曜深夜） | 2015年10月9日 - 2016年4月1日  | 遅れネット     |
| 熊本県         | くまもと県民テレビ | 日本テレビ系列                | 金曜 1:59 - 2:29（木曜深夜） | 2015年10月9日 - 2016年4月1日  | 遅れネット     |
| 北海道         | 札幌テレビ         | 日本テレビ系列                | 土曜 2:02 - 2:32（金曜深夜） | 2015年10月10日 - 2016年4月2日 | 遅れネット     |
| 福岡県         | 九州朝日放送       | テレビ朝日系列                | 土曜 2:56 - 3:26（金曜深夜） | 2015年10月10日 - 2016年4月2日 | 遅れネット     |
| 宮崎県         | 宮崎放送           | TBS系列                       | 日曜 1:53 - 2:23（土曜深夜） | 2015年10月11日 - 2016年4月3日 | 遅れネット     |
| 香川県・岡山県 | 西日本放送         | 日本テレビ系列                | 日曜 1:55 - 2:25（土曜深夜） | 2015年10月11日 - 2016年4月3日 | 遅れネット     |
| 愛媛県         | 南海放送           | 日本テレビ系列                | 日曜 2:05 - 2:35（土曜深夜） | 2015年10月11日 - 2016年4月3日 | 遅れネット     |
| 福島県         | 福島中央テレビ     | 日本テレビ系列                | 月曜 1:25 - 1:55（日曜深夜） | 2015年10月12日 - 2016年4月4日 | 遅れネット     |
| 長崎県         | 長崎国際テレビ     | 日本テレビ系列                | 月曜 1:25 - 1:55（日曜深夜） | 2015年10月12日 - 2016年4月4日 | 遅れネット     |
| 鹿児島県       | 鹿児島読売テレビ   | 日本テレビ系列                | 月曜 1:25 - 1:55（日曜深夜） | 2015年10月12日 - 2016年4月4日 | 遅れネット     |
| 石川県         | テレビ金沢         | 日本テレビ系列                | 月曜 1:31 - 2:01（日曜深夜） | 2015年10月12日 - 2016年4月4日 | 遅れネット     |
| 山形県         | 山形放送           | 日本テレビ系列                | 火曜 0:54 - 1:24（月曜深夜） | 2015年10月13日 - 2016年4月5日 | 遅れネット     |
| 山口県         | 山口放送           | 日本テレビ系列                | 火曜 1:24 - 1:54（月曜深夜） | 2015年10月13日 - 2016年4月5日 | 遅れネット     |
| 山梨県         | 山梨放送           | 日本テレビ系列                | 火曜 2:25 - 2:55（月曜深夜） | 2015年10月13日 - 2016年4月5日 | 遅れネット     |
| 東京都         | TOKYO MX           | 独立局                        | 火曜 4:00 - 4:30（月曜深夜） | 2015年10月13日 - 2016年4月5日 | 遅れネット     |